# Weng Sun Mok
Weng Sun Mok (Singapore, 26 juli 1967) is een Maleisisch voormalig autocoureur.

## Carrière
Mok begon zijn autosportcarrière in Azië, waar hij vanaf 2007 deelnam aan zowel Aziatische als Maleisische kampioenschappen. In 2011 richtte hij het team Clearwater Racing op, waar hij de rest van zijn loopbaan voor zou rijden. Dat jaar werd hij direct kampioen in de GT3-klasse van het Aziatische GT-kampioenschap, een titel die hij in 2012 succesvol wist te verdedigen. Na een derde plaats in 2013 behaalde hij in 2014 zijn derde titel in deze klasse.
In het seizoen 2015-2016 reed Mok in de GT-klasse van de Asian Le Mans Series. Samen met Rob Bell en Keita Sawa won hij de races op de Fuji Speedway en het Sepang International Circuit, waardoor hij kampioen in de klasse werd. In 2016 debuteerde hij tevens in de 24 uur van Le Mans, waarin hij met Bell en Sawa vierde in de LMGTE Am-klasse werd.
In 2017 debuteerde Mok in het FIA World Endurance Championship, waarin hij met Sawa en Matt Griffin in de LMGTE Am-klasse reed. Hij won direct de eerste race, de 6 uur van Silverstone, en stond in de rest van het seizoen nog vijfmaal op het podium. Met 165 punten werd hij derde in het klassement. In het seizoen 2018-2019 stond hij in de seizoensopener, de 6 uur van Spa-Francorchamps, op het podium. Na vijf races beëindigde hij per direct zijn carrière. Uiteindelijk werd hij met 57 punten tiende in de eindstand.